# Bocchoris pusaensis
Bocchoris pusaensis is een vlinder uit de familie van de grasmotten (Crambidae), uit de onderfamilie van de Spilomelinae. De wetenschappelijke naam van deze soort is voor het eerst voorgesteld als Hymenia pusaensis door N. S. Bhattacherjee in een publicatie uit 1973.
De soort komt voor in India.